# Fresné-la-Mère
Fresné-la-Mère è un comune francese di 539 abitanti situato nel dipartimento del Calvados nella regione della Normandia.

## Società

### Evoluzione demografica
Abitanti censiti